# Czeskie Budziejowice
Czeskie Budziejowice (cz. České Budějoviceⓘ, wym. [ˈtʃɛskɛ: ˈbuɟɛjovɪtsɛ]; niem. Budweis; łac. Budvicium) – miasto statutarne w południowych Czechach, w Kotlinie Czeskobudziejowickiej, u zbiegu rzek Wełtawy i Malše. Jest stolicą kraju południowoczeskiego, powiatu Czeskie Budziejowice, a także diecezji czeskobudziejowickiej Kościoła rzymskokatolickiego.
Czeskie Budziejowice pełnią funkcję głównego ośrodka administracyjnego, przemysłowego, handlowo-usługowego, akademickiego (trzy uczelnie, w tym Uniwersytet Południowoczeski) i kulturalnego regionu południowoczeskiego.
Miasto powszechnie znane jest z browarów Budweiser Budvar oraz Mieszczańskiego, produkujących piwa marki Budweiser, fabryki ołówków i kredek Koh-I-Noor Hardtmuth oraz klubów sportowych: piłkarskiego Dynamo Czeskie Budziejowice i hokejowego HC Czeskie Budziejowice.
Według danych na początku 2024 r. liczba ludności Czeskich Budziejowic wynosiła 97 377 osób (siódme pod względem liczby ludności miasto w Czechach), a powierzchnia – 55,56 km².

## Nazwa
Nazwa miasta pochodzi od dawnej osady Budivojovice. Do tego wyrazu, który z biegiem czasu przybrał współczesną formę, w okresie wojen husyckich zaczęto dodawać przymiotnik „Czeskie”, początkowo zarówno w języku czeskim, jak i niemieckim (Böhmisch Budweis). W XVIII wieku, wraz ze wzrostem napięć etnicznych, nastąpił rozdział nazwy w obu językach – Czesi najczęściej nadal nazywali miasto České Budějovice, natomiast miejscowi Niemcy przestali używać przymiotnika Böhmisch (również w języku czeskim nazwa pojawiała się czasem bez przymiotnika). W 1920 rząd Czechosłowacji oficjalnie ustalił nazwę miasta jako České Budějovice/Böhmisch Budweis. W okresie Protektoratu Czech i Moraw usunięto przymiotnik w obydwu językach, a po 1945 powrócono do nazwy przedwojennej.

## Historia
Miasto zostało założone w 1265 r. przez Przemysła Ottokara II, aby ugruntować władzę królewską na południu kraju. Przemysław Ottokar II. osobiście odwiedził plac budowy nowego miasta w dniu 11 czerwca 1265 r. Wtedy też podpisał dokument założycielski klasztoru w Melku i wspomniał o „apud Budebins” i jest to pierwszy pisemny zapis nazwy miasta. Miasto wzięło swoją nazwę od wcześniejszej wsi Budivojovice. W średniowieczu miasto było ważnym ośrodkiem piwowarstwa, handlu solą i tkaninami oraz hodowli ryb, w okolicy istniały także kopalnie srebra. W czasie wojen husyckich opowiedziało się po stronie katolickich Habsburgów i nie zostało zajęte przez czeskich husytów. W latach 30. XVII w., w czasie wojny trzydziestoletniej, przeniesiono tu z Pragi część instytucji państwowych. Przez lata było enklawą ludności niemieckiej, Czesi stali się większością pod koniec XIX w. W czasie II wojny światowej padło ofiarą amerykańskich nalotów. Po wojnie wysiedlono 7,5-tysięczną mniejszość niemiecką. W 1949 r. stało się głównym ośrodkiem południowych Czech.

## Demografia
Dane demograficzne za rok 2023 i 2024.
| Rok             | 2023   | 2024   |
| --------------- | ------ | ------ |
| Liczba ludności | 96 417 | 97 377 |
| Liczba mężczyzn | 46 072 | 46 443 |
| Liczba kobiet   | 50 345 | 50 934 |

## Transport
Czeskie Budziejowice to ważny w skali kraju węzeł drogowy (drogi krajowe: I/3 i I/20 oraz cztery drogi wojewódzkie) i kolejowy (połączenie z Czeskim Krumlowem, Taborem, Igławą, Pilznem, Piskiem oraz Austrią poprzez Czeskie Welenice), a w niedalekiej Planie znajduje się lotnisko wojskowe, które planuje się przekształcić na pasażerskie. W mieście funkcjonuje komunikacja autobusowa oraz trolejbusowa, a w latach 1909–1950 istniały także dwie linie tramwajowe.

## Turystyka
Największą atrakcją turystyczną jest Stare Miasto z zachowanym średniowiecznym układem urbanistycznym oraz zabudową reprezentującą wszystkie style architektoniczne od XII do XIX w. Jego centrum stanowi Rynek Przemysła Ottokara II o bokach długości 133 metrów;
- fontanna Samsona z 1. poł. XIX wieku, pośrodku rynku
- ratusz z 1727 roku w stylu barokowym, proj. Anton Erhard Martinelli

- katedra św. Mikołaja z lat 40. i 80. XVII wieku w stylu barokowym z wolno stojącą dzwonnicą z XVI w., tzw. Czarną Wieżą
- kaplica Męki Pańskiej (za katedrą). We wnętrzu wyposażenie barokowe.
- kościół gotycki zakonu Dominkanów pw. Ofiarowania Panny Marii oraz klasztor z dzwonnicą, zwaną Białą Wieżą (hełm z 1772 roku).
- baszta Otakarka - pozostałośc fortyfikacji miejskich z okresu średniowiecza
- w pobliżu rynku, nad martwą odnogą rzeki Malše, znajduje się stary młyn z XIX wieku, obecnie funkcjonujący jako Hotel Budweis.
- wieża ciśnień, zbudowana w latach 1721–1724 i przebudowana w roku 1882[3][4]
- późnorenesansowa warzelnia soli z 1541 roku
- Żelazna Dziewica i Wieża Rabenštejna – wieże obronne z XIV wieku, będące jednymi z pozostałości gotyckich fortyfikacji miasta.
- Kościół św. Jana Chrzciciela i św. Prokopa z XIII i XIV wieku
- Szpital barokowy z kościołem Trójcy Świętej
- Kolumna meteorologiczna
- W dzielnicy Czeskie Budziejowice 7 – w centralnej części Rožnowa znajduje się wiejska strefa konserwatorska

## Sport
- HC Czeskie Budziejowice – klub hokejowy
- VK Czeskie Budziejowice – klub siatkarski
- Dynamo Czeskie Budziejowice – klub piłkarski

## Części miasta
- Czeskie Budziejowice 1
- Czeskie Budziejowice 2
- Czeskie Budziejowice 3
- Czeskie Budziejowice 4
- Czeskie Budziejowice 5
- Czeskie Budziejowice 6
- Czeskie Budziejowice 7

## Urodzeni w Czeskich Budziejowicach
- Tomáš Klimek – czeski historyk i tłumacz
- Vladimíra Uhlířová – czeska tenisistka

## Miasta partnerskie
- Linz
- Pasawa
- Suhl
- Lorient
- Nitra
- Homel
- Orzeł[5]